# The Twist
«The Twist» — песня, которую написал Хэнк Баллард. В начале 1959 года песня вышла на стороне «B» сингла «Teardrops on Your Letter» его группы Hank Ballard and the Midnighters.
Когда же песню перепел в том же 1960 году Чабби Чекер, она достигла 1 места в Billboard Hot 100 и дала старт сумасшедшей моде на танец твист.
В 1960 году версия Чабби Чекера провела на 1 месте одну неделю (неделя 19 сентября 1960 года), но опять вернулась на вершину в 1962 году (на две недели, начиная с 13 января).
В следующем, 1961 году Чабби Чекер выпустил песню «Let’s Twist Again», которая достигла 8 места США (в чарте Hot 100 журнала «Билборд») и, как пишет музыкальный сайт AllMusic, обеспечила, чтобы танец твист не остался просто мимолётным модным увлечением, а закрепился в статусе одного из стандартных танцев.
В 1988 году песня «The Twist» опять стала хитом, на этот раз в исполнении группы The Fat Boys и Чабби Чекера. Эта версия достигла 2 места в Великобритании и 1 места в Германии.
В 2004 году журнал Rolling Stone поместил песню «The Twist» в исполнении Чабби Чекера на 451 место своего списка «500 величайших песен всех времён». В списке 2011 года песня находится на 457 месте. В 2013 году песня была внесена в Национальный реестр аудиозаписей Библиотеки конгресса США с целью её долгосрочного сохранения. В 2014 году журнал Billboard назвал эту песню «самым большим хитом» 1960-х годов.
Кроме того, песня входит в список 500 Songs That Shaped Rock and Roll по версии Зала славы рок-н-ролла.
В 2000 году сингл Чабби Чекера с песней «The Twist» (вышедший в 1960 году на лейбле Parkway Records) был принят в Зал славы премии «Грэмми».

## Чарты
| Чарт (1960)                 | Наив. поз. |
| --------------------------- | ---------- |
| США (Billboard Hot 100)     | 1          |
| США (Billboard R&B Singles) | 2          |
| Чарт (1962)                 | Наив. поз. |
| США (Billboard Hot 100)     | 1          |
| США (Billboard R&B Singles) | 4          |